# Salerno
Salerno este un oraș și o capitală de provincie în Campania, sud-vestul Italiei, localizat în golful cu același nume de la Marea Tireniană.

## Istorie
Principatul de Salerno a fost un stat al longobarzilor din sudul Italiei, axat în jurul orașului-port Salerno, constituit în 851 prin desprinderea din Ducatul de Benevento. Începând cu secolul al IX-lea a funcționat aici Școala medicală din Salerno, nucleul primei facultăți europene de medicină. În anul 1150 a fost înființată aici cea de a doua universitate din Italia, după Universitatea din Bologna.

## Orașe înfrățite
- Tono - Japonia (1984)
- Rouen - Franța (2003)

## Imagini

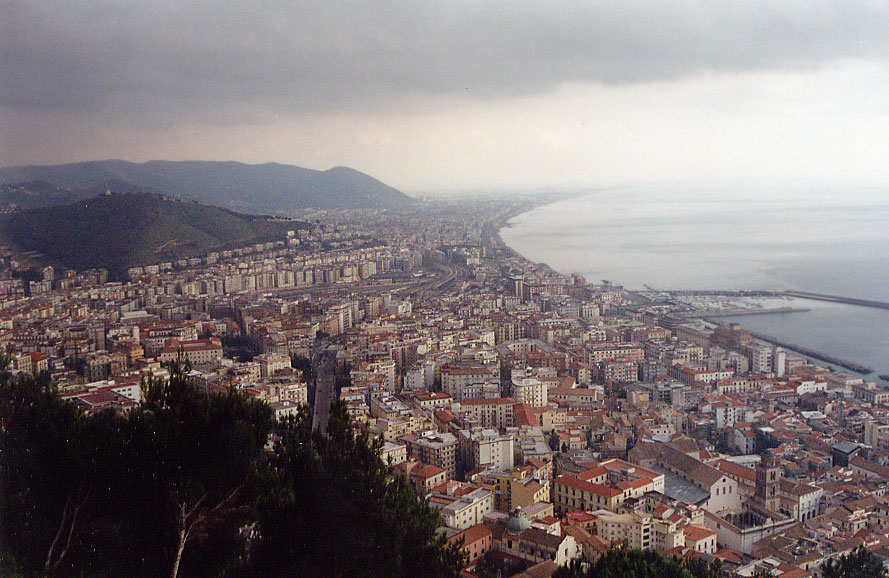
Vedere a orașului de la înălțime
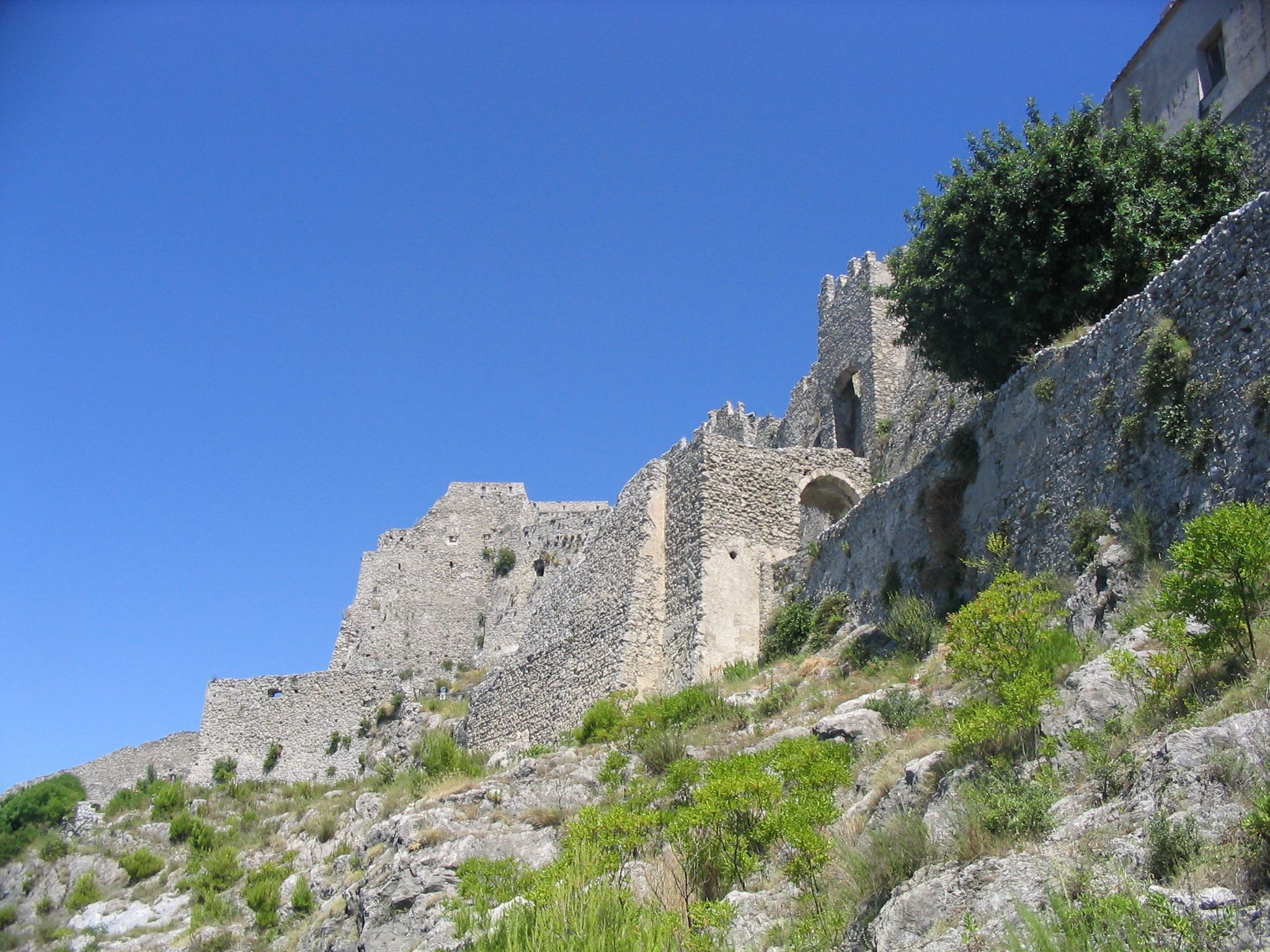
Cetate Arechi

## Demografie
Salerno - evoluția demografică

|  | Graficele sunt indisponibile din cauza unor probleme tehnice. Mai multe informații se găsesc la Phabricator și la wiki-ul MediaWiki. |

Date: Recensăminte sau birourile de statistică - grafică realizată de Wikipedia

## Personalități
- Amato de Montecassino (1010-1090), călugăr;
- Romuald de Salerno (1110-1181), arhiepiscop;
- Renato Raffaele Martino (n. 1932), diplomat al Sfântului Scaun, cardinal;
- Michele Santoro (n. 1951), europarlamentar;
- Giuliana De Sio (n. 1957), actriță;
- Martina De Santis (n. 2003), handbalistă care a jucat și la HC Zalău.